# Taj McWilliams
Taj Madonna McWilliams, coniugata Franklin (El Paso, 20 ottobre 1970), è un'ex cestista e allenatrice di pallacanestro statunitense, professionista nella ABL e nella WNBA.

## Carriera
È stata selezionata dalle Orlando Miracle al terzo giro del Draft WNBA 1999 (32ª scelta assoluta).
Con gli Stati Uniti ha disputato i Campionati americani del 1997 e i Campionati mondiali del 1998.

## Palmarès
- All-ABL Second Team (1997)
- 2 volte migliore stoppatrice ABL (1997, 1999)
- 2 volte campionessa WNBA (2008, 2011)
- 2 volte All-WNBA Second Team (2005, 2006)
- WNBA All-Defensive Second Team (2005)